# Boris Kremenliev
Boris Angeloff Kremenliev (Bulgaars: Борис Ангелов Кременлиев) (Razlog, (Oblast Blagoëvgrad), 23 mei 1911 – Los Angeles, 25 april 1988) was een Bulgaars-Amerikaanse componist, muziekpedagoog, dirigent en muziekethnoloog. 

## Levensloop
Kremenliev emigreerde in 1929 naar de Verenigde Staten en studeerde muziek bij Wesley La Violette aan de DePaul-universiteit in Chicago waar hij zijn Bachelor of Music en zijn Master of Music behaalde. Zijn studies voltooide hij aan de Eastman School of Music in Rochester bij Howard Hanson en promoveerde tot Ph.D. (Philosophiæ Doctor) in 1942. 
Gedurende de Tweede Wereldoorlog diende hij in het Amerikaanse leger in Europa. Van 1945 tot 1946 was hij dirigent bij de concerten van het orkest van de Hessische omroep (hr) in Frankfurt am Main. In 1947 werd hij docent voor muziektheorie en compositie aan de Universiteit van Californië - Los Angeles (UCLA) en bleef in deze functie tot 1978. Hij deed extensief onderzoek in de volksmuziek van zijn geboorteland Bulgarije in het bijzonder en de Slavische muziek in het algemeen. Hij publiceerde een proefschrift over Болгарская и македонская народная музыка Bulgaars-Macedonische volksmuziek in 1952 aan de Universiteit van Californië - Los Angeles.
Als componist schreef hij werken voor orkest, harmonieorkest, vocale muziek, kamermuziek en filmmuziek. Verder publiceerde hij een aantal artikelen in muziekmagazines.

## Composities

### Werken voor orkest
- 1940 Právo Horò, schetsen voor orkest
- 1941 Symfonie nr. 1 (Song Symphony), voor contra-alt en orkest
- 1947 Study for orchestra
- 1952 Balkan Rhapsody (Bulgarian Rhapsody), voor orkest
- 1969 Elegy: June 5, 1968, voor orkest
- Ouverture
- Symfonie nr. 2 (onvoltooid)

### Werken voor harmonieorkest
- 1949 Concert, voor piano en harmonieorkest
- 1949 Three Village Sketches
  1. The Square
  2. Song
  3. Dance
- 1952 Crucifixion, on Paintings of Rico Lebrun, voor harmonieorkest, orgel en piano
  1. Massacre of Innocents
  2. Workmen of Death
  3. Deposition
- 1953 Wilderness Road
  1. The Great Smoky Mountains
  2. Cherokee Fire Dance
  3. Daniel Boone
- 1954 Facing West from California's Shores, voor gemengd koor en harmonieorkest - tekst: Walt Whitman

### Muziektheater

#### Opera
| Voltooid in | titel      | aktes | première | libretto |
| ----------- | ---------- | ----- | -------- | -------- |
| 1985        | The Bridge |       |          |          |

### Vocale muziek

#### Cantates
- 1960 Once to Every Man and Nation, cantate voor spreker, solisten, gemengd koor, koperkwintet en orgel - tekst: Elva Kremenliev, geadapteerd van James Russel Lowell

#### Werken voor koor
- 1949 Song for Parting, voor vrouwenkoor, althobo en strijkers - tekst: Elva Carson
- 1951 rev.1965 Grapes, voor vrouwenkoor en strijkkwartet - tekst: Aleksandr Poesjkin
- 1954 Facing West from California Shores, voor gemengd koor en harmonieorkest - tekst: Walt Whitman
- 1958 A Child's Prayer, voor kinderkoor en piano - tekst: Francis Thompson
- 1958 Meditation, voor gemengd koor en orgel - tekst: Ralph Emerson Davis
- 1966 Three Songs, voor mannenkoor
- 1967 The Message of the Bells, voor kinderkoor en piano
- 1969 Missa Juvenaliter (Mass for the Young), voor unisonokoor, slagwerk en gitaar
- 1970 Consolation, voor gemengd koor

#### Liederen
- 1952 Two Lithuanian Folksongs, voor zangstem en piano
- 1954 Kara Mustafa, voor zangstem en piano
- 1955 Leka Nosht, voor zangstem en piano
- 1956 The End of Love, voor zangstem en piano - tekst: Elva Carson
- 1970 Romantic Fragments, vier liederen voor sopraan, piano en slagwerk
- 1971 Lullaby for Naiden, voor zangstem en piano
- 1979 Koan nr. 77, voor contra-alt en kamerensemble (dwarsfluit, klarinet, piano, pauken en slagwerk) - tekst: Elva Kremenliev - opgedragen aan: Luigi Dallapiccola
- 1982 The Children, voor sopraan, mandoline/viool en piano
- 1985 A Little Lullaby for Jimmy, voor zangstem en piano - tekst: Elva Kremenliev
- 1985 For Alice Flowers, voor zangstem en piano - tekst: Elva Kremenliev
- 1985 Four Macedonian Folksongs, voor vrouwelijke zangstem en piano - tekst: Engelse vertaling Elva Kremenliev en de componist
- 1985 Spendthrift, voor zangstem en piano

### Kamermuziek
- 1934 Strijkkwartet nr. 1
- 1950 Kwartet, voor hobo, viool, altviool en cello
- 1953 March, voor dwarsfluit en kleine trom
- 1956 Sonate, voor trompet en piano
- 1965 Divertimento, voor viool en cello
- 1965 Strijkkwartet nr. 2
- 1966 Sonate, voor contrabas en piano
- 1977 Strijkkwartet nr. 3 "England"
- 1983 Three Rhythmic Sketches, voor altsaxofoon en piano
- 1984 Variations on a Macedonian Folksong, voor cello en piano
- Chamber Piece, voor dwarsfluit en strijkkwartet
- Horo nr. 3, voor viool en piano
- Právo Horò, voor viool en piano
- Saxofoonkwartet
- Sonate, voor altviool en piano
- Sonate, voor dwarsfluit en piano
- Sonate, voor hobo en piano
- Sonate, voor hoorn en piano
- Trio, voor dwarsfluit, klarinet en fagot
- Tune, voor saxofoon, hoorn en strijkers
- Variations on a Greek Folksong, voor koperkwartet

### Werken voor orgel
- 1963 Prelude nr. 2
- 1985 Six Organ Pieces
- Prelude and Toccata
- Wedding March

### Werken voor piano
- 1960 Romance
- 1962 Asymmetric III
- 1962 Sonate
- Prelude
- Three Preludes

### Werken voor klavecimbel
- 1951 rev.1966 Suite: Prelude, Aria, Dance

### Filmmuziek
- 1953 Сердце-обличитель (The Tell-Tale Heart)
- 1953 Crucifixion
- 1958 The Ghetto Story

## Publicaties
- Social and Cultural Changes in Balkan Music, in: Western Folklore, v. 34, no. 2. California Folklore Society, 1975. pp. 117-136
- samen met Michael Moore, Tsun-Yuen Lui, Sam Chianis: Selected Reports in Ethnomusicology, Vol. 1, No. 1: Theoretical, Technical, and Historical/Analytical Area Studies, UCLA Ethnomusicology Publications; reprint edition, 1966. 167 p., ISBN 978-0-882-87001-4
- Some Observations on Stress in Balkan Music, Studies in Ethnomusicology, 1965. pp. 75-94
- Болгарская и македонская народная музыка, University of California Press Berkeley and Los Angeles, 1952. 165 p.
- The Symphony Between 1890 And 1900, Doctoral thesis, Rochester (New York): Eastman School of Music of the University of Rochester, 1941. 32 p.